# Вальдериче
Вальдериче (італ. Valderice, сиц. Valdèrici) — муніципалітет в Італії, у регіоні Сицилія,  провінція Трапані.
Вальдериче розташоване на відстані близько 430 км на південь від Рима, 70 км на захід від Палермо, 10 км на північний схід від Трапані.
Населення — 12 264 особи (2014).

## Демографія
Населення за роками:

Станом на 1 січня 2023 року в муніципалітеті офіційно проживали 333 іноземці з 49 країн, серед них 73 громадяни країн Євросоюзу та 1 громадянин України.

## Сусідні муніципалітети
- Бузето-Паліццоло
- Кустоначі
- Ериче